# Heringsdorf (Østholsten)
 For alternative betydninger, se Heringsdorf (flertydig). (Se også artikler, som begynder med Heringsdorf)
Heringsdorf er en by og kommune i det nordlige Tyskland, beliggende i Amt Oldenburg-Land under Kreis Østholsten. Kreis Østholsten ligger i den østlige del af delstaten Slesvig-Holsten.

## Geografi
Heringsdorf grænser mod øst til Østersøen. I kommunen ligger landsbyerne og bebyggelserne Augustenhof, Fargemiel, Görtz, Kalkberg, Klötzin, Rellin, Siggen, Süssau og Weilandtshof. Ved tre af dem ligger der godser: Gut Augustenhof, Gut Görtz og Gut Siggen.
Heringsdorf er beliggende ved jernbanen Lübeck–Puttgarden, og der har tidligere været banegård og trinbræt.